# Redes de colaboración
Una red de colaboración es un conjunto de personas que aportan trabajo intelectual a un proyecto con un objetivo común al grupo.
Otra manera de ver a las redes de colaboración, es verlas como un solo cerebro, una entidad única integrada por millones de células generadoras de ideas, este es el fenómeno más conocido como “El Cerebro Global”.
Gracias a Internet y a la gran cobertura actual, este se ha convertido en un medio de comunicación global el cual ha facilitado el surgimiento de movimientos tales como “La Iniciativa de Software de Código Abierto”, Wikipedia “La enciclopedia libre” y muchas otras redes de colaboración.
Es asombroso ver el resultado que estas redes de colaboración han logrado en los últimos años, la velocidad con la que se alcanzan los objetivos están más allá de lo que un grupo finito de personas organizadas y con un horario de trabajo fijo puedan lograr, el concepto es muy simple: más cerebros piensan más que menos.
Este fenómeno ha cambiado el paradigma de una gran cantidad de industrias las cuales basan su negocio en las ideas innovadoras, muchas han optado por cambiar el método de investigación tradicional por la búsqueda de talento más allá de la frontera de la propia organización, finalmente ahora la innovación es abierta, democrática, distribuida y dirigida por comunidades.

## Modelos de innovación
```
Se puede definir la manera en la que estas redes de colaboración para la innovación se organizan para cumplir sus objetivos. Estas pueden clasificarse en cuatro modelos de innovación, denominados:
```

- Modelo de Orquesta
- Bazar Creativo
- Central de Aglomeración
- Estación de MOD

A continuación, se describen estos cuatro modelos de innovación:

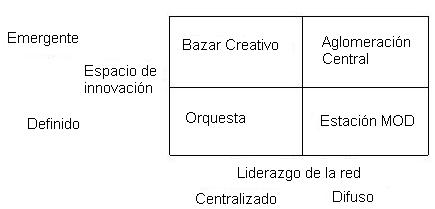
Modelos de redes de innovación.

## Modelo de Orquesta
Las redes de colaboración que siguen este modelo de trabajo lo realizan de manera muy semejante a la manera de operar de una orquesta sinfónica, la estructura del espacio de innovación está bien definido y el liderazgo es centralizado a través de una compañía dominante. Este modelo describe un comportamiento en el cual un grupo de compañías explotan en conjunto una oportunidad de innovar algo y el control del proyecto es asumido por una compañía líder. 
El proceso de Innovación tiende a ser bien organizado y coordinado con una inversión importante en infraestructura para soportar las actividades de la red de colaboración.
Existen dos variantes del modelo orquesta, el Modelo Orquesta – Integrador y el Modelo Orquesta – Plataforma.

### Modelo Orquesta - Integrador
En este modelo una firma dominante define la arquitectura para la innovación y los miembros contribuyen con diferentes elementos para crear la innovación.
Un ejemplo de este modelo de innovación es el modelo utilizado en el desarrollo del proyecto “787 Dreamliner” de la compañía Boeing oficialmente lanzado el 26 de abril de 2004.
En la construcción del 787, Boeing hizo un cambio radical de su tradicional estrategia de diseño e implementación, en este proyecto Boeing buscó socios externos los cuales tendrían la responsabilidad de diseñar y construir una parte del avión, este proyecto a diferencia de los programas tradicionales incorporaría una red colaborativa con los socios. Boeing convocó a un equipo de socios globales en los cuales confiaría el proceso de creación de secciones del aeroplano, desde su concepto hasta su producción. Incluyeron compañías de todo el mundo, Japón, Australia, Italia y Canadá.
Cada socio global tenía la responsabilidad de subcontratar a sus propios proveedores de segundo y tercer nivel.
El diseño y desarrollo fue una inversión de los socios, ellos hicieron la inversión financiera, se distribuyeron los riesgos y por lo tanto se distribuyeron los beneficios. De un estimado de $10 billones de inversión en el diseño y desarrollo, $4 billones fueron aportados por los socios, además de que no les fue permitido integrar estos costos en el precio.
El tema central de la Red de socios de Boeing fue “Lo que es bueno para uno, es bueno para todos”.
La red de innovación de Boeing para el proyecto 787, fue altamente centralizada con Boeing como firma dominante y los socios seguidores de él.

### Modelo Orquesta - Plataforma
En este modelo de innovación, una firma dominante define y ofrece la arquitectura básica sobre la cual se convierte en una plataforma para los miembros los cuales construyen sobre esta para crear la innovación.
Un ejemplo de este tipo de modelo de innovación es el caso de la compañía SaleForce.com.
Salesforce.com es uno de los líderes en proveedores de software en un creciente mercado de los CRM (Customer Relationship Management). El negocio principal es la oferta de automatización de fuerzas de ventas, automatización de mercados, administración de relaciones con proveedores y automatización de soporte y servicio al cliente. 
El aspecto importante de la empresa es la habilidad para ofrecer servicios bajo demanda, servicios que las compañías clientes pueden acceder a través de un navegador de internet. El mercado de software entregado por Web o “Software as a service” es un mercado creciente, se espera que para el 2011, el 25 % del software utilizado por las compañías será bajo demanda.
Salesforce planea ser más que un simple proveedor de soluciones CRM, en el 2003 inició una evolución a ser un líder en plataforma, la compañía desarrollo una arquitectura on-demand que ayudara a programadores externos a construir aplicaciones que extiendan el alcance de la compañía. La estrategia de Salesforce es aprovechar la innovación y las capacidades de desarrolladores externos y transformarse en una empresa proveedora de infraestructura de cómputo. La empresa espera que socios externos construyan aplicaciones que se integren con el CRM de la compañía e imitar la interfaz de usuario de salesforce, permitiendo crecer su portafolio de productos sin que la compañía tenga que construirlos.
Desde su nacimiento en los ochenta, Salesforce.com ha crecido rápidamente, incrementando su popularidad gracias a su visión de los servicios entregador por web. En julio de 2007 la compañía ya contaba con 32 000 clientes usando su software y aproximadamente 646 000 suscriptores en todo el mundo.

## Bazar Creativo
En este modelo una firma dominante compra la innovación en un Mercado mundial de ideas, productos y tecnologías innovadoras y utiliza su infraestructura de comercialización para construir un producto y ponerlo en el mercado rápidamente. 
En resumen en el Modelo Bazar Creativo las compañías buscan comprar ideas innovadoras en lugar de crearlas, una vez compradas dichas ideas persiguen concretar las oportunidades de innovación convirtiéndolas en un producto que pueda posicionarse en el mercado. De esta manera el talento y las ideas son remunerados inmediatamente y las empresas tienen como camino adicional la oportunidad de innovar fuera del esquema tradicional de investigación.
Cuando una empresa compra la innovación, la fuente puede tratarse de nuevos productos y tecnologías "en bruto" y transformar las ideas de los inventores puede convertirse en un proceso de éxito. Cada una de estas opciones tiene muy diferentes costos, riesgos y tiempo para llegar al mercado. En este modelo, la empresa que opta por ir de compras para la innovación, tiene que asociarse con una red de los inventores o con los intermediarios de innovación. A continuación se listan los más importantes mecanismos de intermediación.

### El Bazar Creativo Continuo
Ideas o productos innovadores pueden ser adquiridos en diferentes niveles de madurez, desde los concebidos como “en bruto” hasta los que están” listos para el mercado”, a los diferentes mecanismos para la compra de innovación se le conoce como el Bazar Creativo Continuo.
Una empresa puede negociar productos “En bruto” directamente con el inventor o bien productos “listos para el mercado” a través de incubadoras de tecnología.
En medio de estas dos formas de negociación existe una tercera que se llama "Capitalista de Innovación”. Esta es una organización que busca nuevas y prometedoras ideas de los inventores individuales, transforma las ideas en el mercado de conceptos, y vende la propiedad intelectual relacionada con las grandes empresas.

### Asociación con el inventor de la comunidad
La asociación con los inventores implica ir directamente a la fuente, a las personas que tienen ideas creativas.

### Colaboración con Capitalistas de la Innovación
Un Capitalista de la Innovación es una entidad que transforma las ideas a una etapa en la que una gran empresa puede hacer un mejor juicio de su mercado potencial, ayudando a las empresas a externalizar las ideas y las primeras etapas de los procesos de desarrollo, a menudo el más arriesgado y el tiempo consume etapa del ciclo de desarrollo. Su propuesta de valor se centra en cuatro temas: un mayor alcance, menor riesgo, mayor rapidez y menor costo.

## Central de Aglomeración
Este modelo de innovación involucra contribuciones individuales, las cuales en conjunto conciben y desarrollan una innovación. El espacio de innovación no está bien estructurado y los objetivos y la dirección de la innovación tiende a emerger de manera difusa. No hay una firma dominante y las responsabilidad del liderazgo y la coordinación es difusa entre los miembros de la comunidad.
En este modelo se propicia el rápido desarrollo de ideas innovadoras, mejora la participación de múltiples miembros de la comunidad a través de la confianza en las ideas de los colaboradores, y es lo suficientemente flexible para incorporarse en múltiples industrias
Uno de los móviles más fuertes y claros dentro de este esquema, es el deseo personal de cada participante de ayudar y ser reconocido en un grupo social por ello. Por ejemplo, los ambientes colaborativos para el desarrollo del software han sido parte de la filosofía para el desarrollo de internet. Desde las aplicaciones más sencillas como el FTP o el correo electrónico, hasta elementos más desarrollados como los foros de discusión, los wikis y la mensajería instantánea tienden a formar redes sociales de colaboración sobre las cuales surgen continuamente proyectos. 
Diez elemento para lograr una colaboración efectiva en estemodelo son los siguientes:
- El medio debe ser el adecuado para el mensaje.
- Comunicar en exceso y tener comunidades demasiado grandes da el mismo resultado que no comunicar y tener comunidades pobres.
- El mecanismo de presencia, no es sinónimo de disponibilidad.
- La simplicidad es clave para ser productivos.
- Ser respetuoso de otras culturas.
- Construir relaciones y aprovechar las tecnologías.
- Hay que tener cuidado con lo que se expresa, ya que todo está en bitácora.
- La colaboración no es sustituto de ser profesionales.
- La colaboración construye mentores.
- Los estándares abiertos fomentan y extienden la colaboración.

## Estación de MOD
Este modelo de innovación tiene dos características claves primero, un involucramiento total en mejorar una innovación ya existente, esto es innovar un producto, servicio o proceso ya existente. Segundo, que la innovación ocurra en una comunidad en la cual los beneficios sean para los miembros de la red y no para la firma dominante. En suma es una comunidad de innovadores que direccionan sus esfuerzos a un destino tecnológico o de mercado.
Este modelo se encuentra ubicado como un modelo descentralizado en su liderazgo y sobre una plataforma ya establecida. La plataforma previamente establecida, permite que se generen nuevos productos a partir de la misma, variando incluso la naturaleza del objetivo. Un ejemplo de esto es el machinima, cuyo objetivo es aprovechar las tecnologías de juegos para contar historias, cambiando totalmente a otro rubro dentro del sector del entretenimiento. Sobre la descentralización en el liderazgo, se refiere a que cada innovador o grupo de innovadores genera su propio objetivo y producto o entregable a obtener, sin la guía de una entidad que dictamine los proyectos a desarrollar o establezca un plan determinado.

### Motivantes para hacer Mods
Existen móviles detrás del modelo de mods que permiten que este tipo de entorno de innovación no solo se genere, sino que vaya madurando y creciendo con el tiempo. Estos motivantes se pueden enfocar desde los dos principales actores en el modelo: los creadores de la plataforma y los modificadores de dichas plataformas.
Los creadores de la plataforma tienen un motivante muy fuerte en el entorno altamente competitivo que se vive hoy en día en la industria de los videojuegos, ya que saben que existe un gran valor agregado asociado a los mods para ellos y para la comunidad de jugadores. Los creadores tratan hoy en día de propiciar la creación de mods, facilitando la generación de los mismos. Incluso muchos juegos hoy en día cuentan con editores que hacen más sencilla esta tarea.
Cada mod que se genera, suponiendo un cierto nivel de calidad y atracción para el público general o especializado, extiende el ciclo de vida del juego y atrae nuevos grupos de fanes. Esta extensión va mucho más allá que un simple nivel de rejuego, ya que esto no solo extiende el uso en la base implementada, sino que genera ventas adicionales en etapas en las que normalmente un juego tiende a estabilizar su base de usuarios antes de decaer y perderse en el olvido.
Los modificadores buscan la creación de mods por diversos motivos, que pueden comenzar en la motivación personal, el orgullo de haber creado algo por ellos mismos y que otras personas reconocen y disfrutan. Sin embargo, la complejidad y la diversidad en las técnicas y tecnologías de los juegos actuales hacen que ya no sea el esfuerzo de un solo individuo lo necesario para lograr el objetivo deseado en un tiempo razonable, por lo que es muy común hoy en día ver grupos de modificadores que se reúnen en torno a un objetivo común. En estos grupos suele haber individuos altamente motivados y que tienen entre sus objetivos el poder lograr llegar a pertenecer a la industria del videojuego, ya que la escena mod es un escaparate que ayuda a demostrar las capacidades a los posibles empleadores. Solo como comentario adicional, cabe señalar que la plataforma o escena de juegos indie es también otra forma de crear un portafolio que ayuda a ingresar a la industria.
Un motivante mutuo entre estos grupos es la proliferación de herramientas mod que facilitan el crecimiento de esta plataforma, y que no necesariamente está basado en herramientas creadas por los propios desarrolladores de videojuegos. El ModTool de XSI (ahora parte de la familia de productos Autodesk) o el viejo GMax que abrió la escena para herramientas fabricadas por terceros. Sin embargo, no todos los modelos de negocio resultaron generar lo obtenido, o quizá sea el caso de que Autodesk esperaba más de lo recibido, como denota un comentario expuesto en eggheadcafe.com respecto del momento cuando se descontinuó GMax. Por otro lado, hay un alto aliciente a la creación de estas herramientas, ya que en el caso de XSI, el ModTool es una excelente forma de atraer a los creativos al uso y aprendizaje de dicha herramienta que es un subconjunto de su producto estrella XSI. De esta forma, se genera un beneficio para ambos actores.
Sin embargo, el tema de las herramientas para mod no es algo nuevo. Desde los tiempos de la Commodore 64 se podían ver editores de niveles en juegos clásicos como Boulder Dash o Bard’s Tale.

### Escenarios alternativos
La creación de un ecosistema de mods, su éxito y crecimiento actual, ha llevado a otros jugadores a experimentar con este modelo de innovación afuera de la industria de los videojuegos.
Un ejemplo extremo, podría ser el de la industria de los microprocesadores. Sun tomó este modelo y lo llevó a su proyecto OpenSPARC en donde adopta la filosofía del código libre, adaptándola a un concepto de hardware libre en el que Sun facilita no solo la plataforma de innovación con procesadores como OpenSPARC T2 y OpenSPARC T1, sino que proporciona herramientas de simulación, de verificación del diseño, código fuente del hypervisor, y utilerías diversas.
De esta forma, Sun logra incrementar la extensión de sus servicios y productos alrededor de sus microprocesadores al atraer a nuevos jugadores al entorno UltraSPARC. Estos nuevos jugadores buscarán especializarse y generar nuevos proyectos independientes que ayudarán a mejorar el diseño del microprocesador desde diferentes ángulos y en diferentes áreas. Se disminuyen los tiempos entre ciclos de desarrollo de la plataforma y se permite que el esfuerzo multidisciplinario y multitemático acerque a Sun a lograr un proyecto de SOC (System On a Chip) al disminuir tiempos y costos, y al mismo tiempo lograr disminuir la temática de propiedad intelectual a través del uso de GPLv2 como modelo de licenciamiento.
Dadas las características de tener una plataforma de innovación sobre la cual se generan nuevas innovaciones con temáticas libres el modelo de mod descrito en el libro de Global Brain encaja bien.
Otro ejemplo claro de este modelo empleado en otros ámbitos es en internet, en donde los servicios web públicos y los mashups se forjan bajo esta filosofía de establecer una plataforma sobre la cual se pueden generar nuevos servicios que a su vez pueden conformar una nueva plataforma de innovación.